# Сысолятин, Георгий Андреевич
Сысолятин Георгий Андреевич (1936 г. — 2010 г.) — заслуженный художник России.
Учился у именитых мастеров. Работал в русских национальных традициях, известен своими запоминающимися пейзажами в духе Левитана-Коровьева. Считается[кем?] лучшим живописцем классической школы. Его сильное, мощное и темпераментное письмо, колористические решения не спутаешь ни с каким другим. Его отличает энергичная манера кладки краски на холст. В своих произведениях художник передает тонкую красоты природы, людей и городов плюс состояние человеческой души, в особой персональной манере «шевелящейся пластики».
Приверженец реалистического метода.
Автор тематических картин, портретов, пейзажей и натюрмортов. Ценители[кто?] особенно выделяют работы «Моросит дождь» (исполненной в импрессионистской манере), холсты, объединенные любимой темой Георгия — цветы, портрет дочери Саши, портреты детей и жены («Гриппом болеют»), полотна «Александр Грин», «Рерихи», многофигурные крестьянские композиции. Отдельную тему, интересную профессионалам и историкам, составляет портретная галерея «Современники». Много работ было написано о Москве — любимой столице — «Москва. Рижский вокзал», «Девятое мая на Красной Пресне», «Кузнецкий мост», «Москва трудовая».
Его произведения отмечены 30 дипломами на различных республиканских и всесоюзных выставках.
Сегодня Сысолятин значимое имя в отечественной живописи второй половины XX века.
Произведения художника находятся в 53 музеях страны, включая Третьяковскую галерею, Академию художеств и Русский музей. Его работы пополнили музеи и частные коллекции Австралии, Канады, Словакии, Франции, Финляндии, Южной Кореи и Японии, а также стран ближнего зарубежья.

## Биография
Родился в 23 июля 1936 году в Башкирии, в городе Благовещенск. После нескольких побед на школьных конкурсах рисунка, поехал учиться в Москву.
- В 1950—1956 гг. учился в Московской средней художественной школе у Н. И. Андрияки, К. М. Молчанова и А. П. Шорчева.
- С 1957 по 1963 гг. — учёба в Московском Текстильном институте у В. В. Почиталова, Ф. В. Антонова, М. В. Хвостенко, О.Чистякова.
- В 1964 г. принят в члены Союза художников СССР.
- В 1990-е годы его часто приглашают преподавать, читать лекции, обмениваться опытом в страны Азии — Корею, Индию…

Получил около 30 дипломов на различных республиканских и всесоюзных выставках. В 2005 году награждён «Золотой медалью» Академии художеств РФ.
Умер у себя дома в 2010 году.
Великолепным живописцем Георгия сделали неугомонный дух мальчика из бедного башкирского села, его учителя, собственное трудолюбие и преданность искусству. Глядя на его школьные работы, ни у кого не возникало сомнений в будущем мальчика.
Его учителем стал Василий Васильевич Почиталов, замечательный великий педагог и выдающийся советский художник. Он заметил, оценил работы Сысослятина, взял в ученики, научил творить в незабываемой почиталовской живописной системе — «не просто отражать природу, а жить в ней, растворяться в ней и как следствие передавать исключительно её красоту». Художник Виктор Цыплаков, которому Почиталов показал работы своего любимого ученика, сказал: — «Хорошо, сильно берет чёрное и белое. Быстро ходит, далеко пойдет…» Одаренный юноша, которому они предсказали многообещающий творческий путь, действительно далеко пошел.
Многие сокурсники Геры рассказывают, что его талант, обнаруженный и оцененный ещё преподавателями Московской художественной школы, например Борисом Иогансоном, раскрылся только благодаря Почиталову. Василий Васильевич умел пробуждать таланты, он был великим учителем. И учитывая, что только рядом с ним Гера получил возможность заниматься исключительно живописью, грани его художественной личности заиграли новыми всполохами. Георгий стал много работать, эпические полотна сменяли пейзажи, виды Москвы из окон мастерской — Георгий умел и любил описывать Красоту, которую видел. Искусство идет рука об руку с жизнью — у своего учителя Георгий нашел и свою любовь. Впоследствии Георгий женился на дочери Почиталова Людмиле и стал полноправным членом большой художественной семьи, где художниками были почти все.
Сам Георгий Андреевич Сысолятин считал встречу с художником Василием Васильевичем Почиталовым «самой большой удачей в своей жизни».
В 50-90 годы Сысолятин много работает. Густая, пастозная, насыщенная и напряженная живопись отвечает характеру его творчества — страстности, упоительной силе, кажущейся стихийности при создании совершенно определённых, точно осмысленных и бескомпромиссных, образных решений. Поэтому столь обычные жанры — пейзаж, портрет, многофигурные композиции, натюрморт, интерьер — обретают у Георгия Сысолятина точное авторское видение, самобытность и почти исповедальное обращение к зрителям.
Искусство Г. А. Сысолятина происходит из движения души, её отзывчивости и причастности ко многому, а полученное мастерство, хорошая живописная школа являются инструментом для выражения тех сильных чувств, которые переполняют художника.
Георгий Андреевич был яркой увлекающейся личностью — он изучал историю живописи, был знаком с творческими путями, манерами живописи разных мировых художников.
Потеряв из-за болезни, полученной в путешествиях по Азии, частичную подвижность кистей рук, не могущий физически уже держать кисть — он воспользовался «рецептом» китайских мастеров — писал пальцами.
«Чжитоухуа» (сокр. «чжихуа») — живопись пальцем, имеет 300-летнюю историю и неизменно включается в китайские исторические своды живописи. Построена на последовательной и системной замене обычной волосяной кисти пальцами художника. Известные имена — Гао Ципэй (1672 −1734), Фу Шань (1606 −1648), У Вэй (1635—1696), Чжу Лунхань (1680—1760), Ли Шич-жо (XVIII в.), Са Кэда (1767—1827), Чэнь Юй (1814—1869). В настоящее время традиции живописи пальцем разрабатываются целой плеядой талантливых мастеров: Чжан Личэнем, Ван Чжихаем, Е. Шанцином, Ли Бинци, Чжан Цзычунем, Лю Чжундуном и др.
Требующая отточенного мастерства живопись пальцем предполагает необходимую подготовку в области обычной живописи кистью. Таким приемом — живопись пальцами — ещё пользовался признанный мастер, которого очень любил Сысолятин — Тициан, гений английского пейзажа Тернер и другие.
Деревня вдохновляла художника своими пейзажами. В деревню Сысолятины ездили всей семьей, дом был просторным, светлым, но что-то в нём не хватало — «по замыслу художника». И тогда Георгий начал немыслимое — на стенах деревянного дома стали один за одним появляться деревенские персонажи, в постоянном движении, узнаваемые лица, выхваченные характерные жесты. А вот роспись потолочных балок и наличников отец доверил детям.
Отзывы о Сысолятине Г. А. и его творчестве однокурсников, друзей и близких:
«Отношение Георгия Сысолятина к жизни, к природе — „капитальное“. Это проявляется в основательности, многосеансности (что в наши дни нечасто случается), особой материальности пастозного письма. На всем, что он делает в искусстве, — печать яркой индивидуальности». Иван Сорокин, лидер «московской школы живописи»
«У нас были два ученика, которые были настолько преданы (искусству) и настолько много работали, о которых мы не могли ничего подумать, кроме того, что они станут
замечательными художниками. Это Гена Гладунов (Добров) и Гера Сысолятин
Гера отличался в живописи; у него был красивый цвет, приятные были работы». Юрий Гершкович, график, член Союза художников СССР.
«Георгий Андреевич известен в кругу коллег, тонких ценителей настоящей живописи. Его правдивое, суровое и мощное по страстному накалу искусство элитарно, требует от зрителя подготовки, „поставленного“ глаза, не банального отношения к живописи. Георгий Андреевич чуток к Красоте. Она всегда для него с большой буквы и выражается не в бытовых признаках красивого, а является знаком вселенской гармонии. Но сила жизни, соединившая в его полотнах божественную благодать и земную природную стихию, неуемна, неостановима». Ралия Мусина искусствовед
«Драматизм коллизий мастер переводит в достоинство живописи. Краски на его полотнах предельно сгущены, общая тональность колорита ниже уровня привычного зрительского восприятия. Но, работая в низком регистре, он мастерски выстраивает цветовые отношения, открывает множество нюансов в темной палитре, которые захватывают неожиданными всполохами. Его цвет — это не краски, а нечто материализованное, всегда подвижное, основательное, а порой и возникающее за гранью реального. Глядя на картины Сысолятина, возникают ассоциации с музыкой Баха, её сильным и густым звучанием. Художник, умеющий чувствовать пульсацию биологических токов природы, стремится средствами живописи донести это до зрителя». Ралия Мусина искусствовед
«Творческий отклик на различные проявления окружающей жизни определили диапазон его искусства — пейзаж, в том числе городской, натюрморт, портрет, интерьер, а в нём близкий и волнующий мир мастерских. Однако темперамент художника все чаще выводит его на пограничные области, сметая условности принятых делений на жанры. Зарисовка интерьера превращается в характеристику быта и опосредованный портрет его жителей, а потяжелевшая яблоневая ветка осенью становится одновременно и натюрмортом и частью любимого пейзажа».

## Семья
Жена: Почиталова Людмила Васильевна
Сын: Сысолятин Андрей Георгиевич родился 17 сентября 1960 года в Москве. Член Московского Союза Художников. Член Союза дизайнеров СССР (впоследствии России).
С 1996 г. преподаёт композицию на кафедре Художественного Оформления Текстильных Изделий Московского Государственного Текстильного Университета имени А. К. Косыгина.
Дочь: Сысолятина Александра Георгиевна.

## Ученики
Смоляков Сергей Владимирович
Витольд Явшиц
Владимир Валенцов — друг и коллега

## Выставки
- 1949 — первое участие в выставке (г. Уфа)
- 1964 — показывает работы на выставке «Москва — столица нашей Родины»
- 1986 — персональная выставка в Центральном Доме художника
- 1994 — присвоено звание Заслуженного художника России
- 1997 — персональная выставка в Академии художеств России
- 2004 — персональная выставка в Галерее живописного искусства (1-я Тверская-Ямская, Москва)
- 2006 — персональная выставка. Галерея «Времена Года». Москва, Центральный Дом художника

## Публикации
1. Анохин М. От декоративности — к красоте правды//Московский художник. 1987. — № 22
2. Васильев Е. Под скальпелем природы и искусства (Серебряные сумерки Георгия Сысолятина) // Культура. — 2000. — № 12
3. Г. А. Сысолятин. — М.: Советский художник , 1986. — (Московские художники)
4. Г. А. Сысолятин. Живопись. Графика. Каталог выставки. М.: Советский художник, 1987
5. Георгий Сысолятин. Живопись. — М., 1998
6. Гриншпун Л. В. Персональная выставка произведений Георгия Сысолятина // Мир живописи. — 2000.- № 1-2
7. Живопись. Каталог выставки. — М., 1974
8. Зайцев Е. Главная тема // Советская культура. — 1974. — № 13
9. Зберановский И. Родная земля // Московский метрополитен. — 1982. — № 30
10. Земля и люди. Выставка произведений московских художников . Каталог. — М., б/г.
11. Златов В. О земле тюменской // Советская Россия. — 1977. — № 300
12. Иваницкий С. Упоение красотой мира // Художник . — 1986. — № 10
13. Каталог художественной выставки кружка изобразительного искусства клуба «Ударник» за период с 1 июня 1949 г. по 1 мая 1950. — Б/м., б/г.
14. Костин В.В плену подражательности // Московский художник . — 1982. — № 14
15. Круглов Л. Сердцу близкое // Сельская жизнь. — 1982. — № 60
16. Москвинов В. Земля и люди // Московский художник . — 1981. — № 26
17. Мочальский Д. Созвучно времени // Правда. — 1977. — № 269
18. Мусина Р. Пейзажи Георгия Сысолятина // Искусство (газета). — 2000. — № 12
19. Носков В. Георгий Сысолятин // Лесная новь. — 2003. — № 9
20. Носков В. Георгий Сысолятин: художник — свидетель бытия. В каждом деле есть ремесло и искусство // Крестьянские ведомости. — 2000. — № 8
21. Покров М. Раскрывая образ современника. Заметки с выставки//Московская правда. — 1975. — № 281
22. Попов Б. Симфония красок. Выставка в Манеже: "Творческие союзы Москвы — ХХIY съезду КПСС // Вечерняя Москва. — 1971. — № 58
23. Разгонов С. Крыши, на которых не живёт Карлсон // Советская культура. — 1975. — № 78
24. Романова С. Заметки с выставки // Московский художник . — 1982. — № 12
25. Сысолятин Георгий Андреевич. Альбом-монография. Сост. Р.Мусина — М., 2006
26. Фирсов В. С любовью сыновней // Правда. — 1982. — № 97
27. Художники Москвы. Вып. 5. — М., ООО Живопись-ИНФО, 2005
28. Юбилейная выставка ИЗО Студии Дома культуры им. М. И. Калинина 1949—1964 гг. Каталог. — Уфа, 1964